# Pia Juul

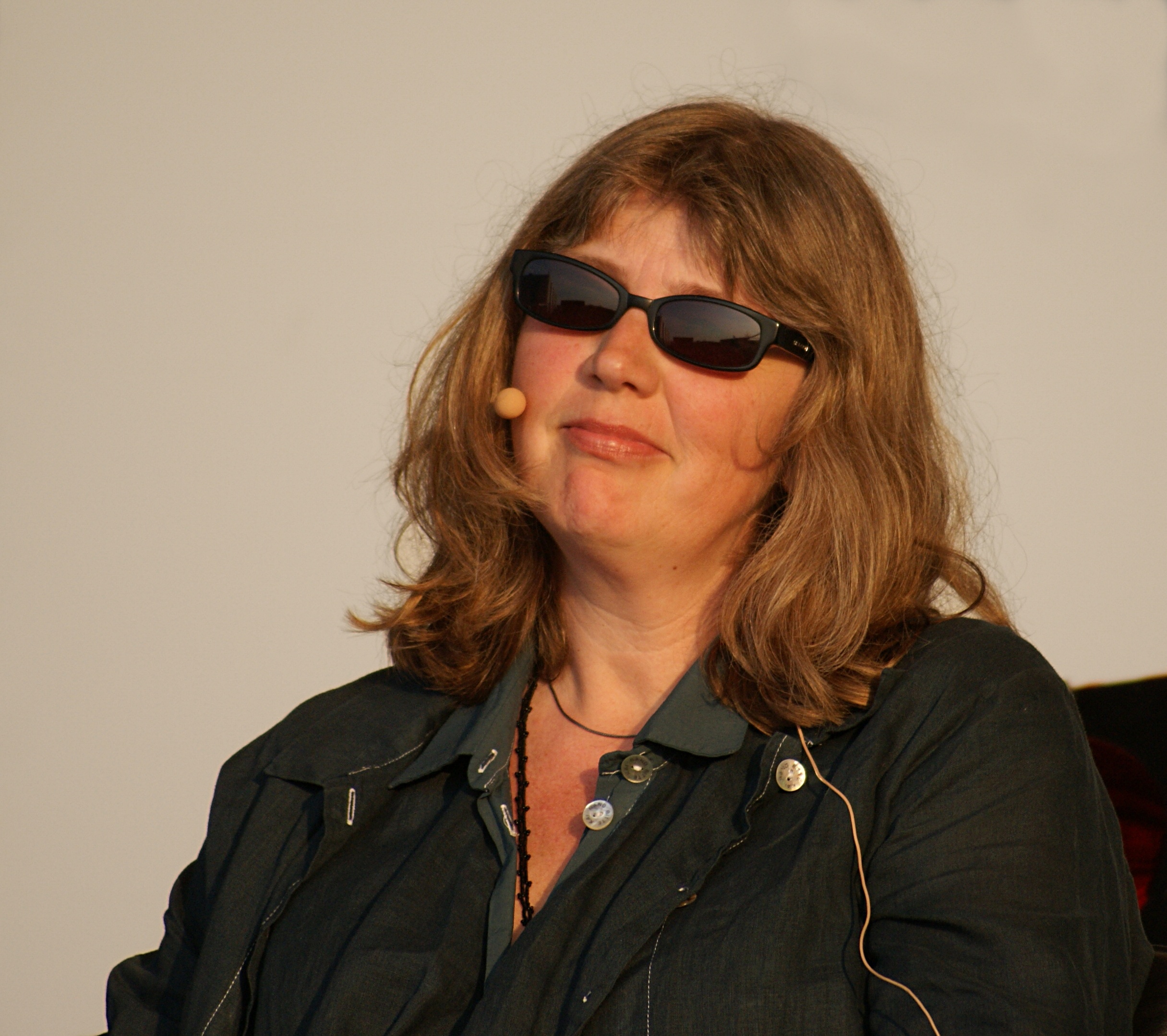
Pia Juul (2010)

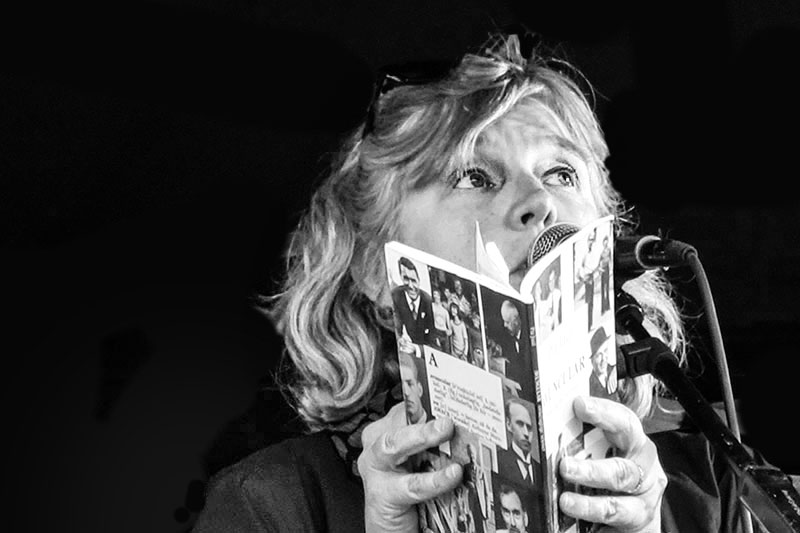
Pia Juul 2016.

Pia Elisabeth Juul (* 30. Mai 1962 in Korsør; † 30. September 2020) war eine dänische Schriftstellerin.

## Leben
Pia Juul ist die Tochter der beiden Lehrer und Schriftsteller Kurt Juul und Inge Juul. Sie wuchs in Rørbæk auf. Sie studierte Englisch an der Universität Aarhus und gab 1985, nur drei Jahre nach dem literarischen Debüt ihres Vaters, mit der Gedichtsammlung levende og lukke ihr eigenes literarisches Debüt. Danach konnte sie mehrere Kurzgeschichten und Gedichtsammlungen veröffentlichten, wobei sich ihre Werke bis 2005 allein in Dänemark mehr als 10.000 Mal verkauften. Für ihre Werke erhielt sie mehrere Stipendien und Literaturpreise, darunter den Beatrice-Preis. 2012 wurde sie für Af sted, til stede mit dem renommierten Kritikerprisen ausgezeichnet.
Größeren Erfolg feierte Juul mit ihrem 2009 erschienenen zweiten Roman Mordet på Halland. Für das Werk erhielt sie im selben Jahr den mit 300.000 Dänische Kronen dotierten Danske-Bank-Literaturpreis. Das Buch wurde in mehrere Sprachen übersetzt, darunter ins Englische und ins Deutsche. Nach einer Übersetzung von Ursel Allenstein erschien das Buch 2011 unter dem Titel Das Leben nach dem Happy End im Kölner DuMont Verlag. Während das Buch von der deutschen Literaturkritik ignoriert wurde, attestierte die britische Tageszeitung The Independent der in einem „freien, kühlen Stil geschriebenen“ Geschichte „fehlende Spannung“.
Als Konsequenz aus der NSA-Affäre unterzeichneten neben Juul weltweit mehr 1000 Schriftsteller, darunter auch fünf Nobelpreisträger, einen internationalen Aufruf, um für Privatsphäre und Meinungsfreiheit zu protestieren.
Pia Juul starb Ende September 2020 im Alter von 58 Jahren.

## Werke (Auswahl)
Romane
- Skaden (1990)
- Mordet på Halland (2009; deutsch: Das Leben nach dem Happy End, DuMont Verlag, Köln 2011, ISBN 978-3-8321-9590-8)

Gedichte
- levende og lukke (1985)
- i brand måske (1987)
- Forgjort (1989)
- En død mands nys (1993)
- sagde jeg, siger jeg (1999)
- Helt i skoven (2005)
- Radioteateret (2010)

Novellen
- Olsen (1996)
- Mit forfærdelige ansigt (2001)
- De Ti Bud – Opgang (2001)
- Jeg vil hellere dø (2003)
- Dengang med hunden (2005)
- En flinker fyr (2005)
- Af sted, til stede (2012)

Kinderbücher
- Lidt ligesom mig (2004)
- På jagt (2005)

Theaterstücke
- Gespenst & andre spil (2002)

Biografien
- Et liv med lys (2011)

## Auszeichnungen
- 2009 Danske-Bank-Literaturpreis
- 2012 Kritikerprisen
- 2015 Literaturpreis Drachmannlegatet